# Rothois
Rothois település Franciaországban, Oise megyében. Lakosainak száma 229 fő (2022. január 1.). Rothois Fontaine-Lavaganne, Gaudechart, Haute-Épine, Marseille-en-Beauvaisis és Prévillers községekkel határos.

## Népesség
A település népessége az elmúlt években az alábbi módon változott:
| Lakosok száma | 223  | 226  | 227  | 226  | 225  | 222  | 224  | 227  | 229  |
|               | 2013 | 2015 | 2016 | 2017 | 2018 | 2019 | 2020 | 2021 | 2022 |